# Adelfia
Adelfia é uma comuna italiana da região da Puglia, província de Bari, com cerca de 16.870 habitantes. Estende-se por uma área de 29 km², tendo uma densidade populacional de 560 hab/km². Faz fronteira com Acquaviva delle Fonti, Bari, Bitritto, Casamassima, Sannicandro di Bari, Valenzano.

## Demografia
| Variação demográfica do município entre 1861 e 2011                               |
|                                                                                   |
| Fonte: Istituto Nazionale di Statistica (ISTAT) - Elaboração gráfica da Wikipedia |